# (33997) 2000 OK3
2000 OK3 (asteroide 33997) é um asteroide da cintura principal. Possui uma excentricidade de 0.08639430 e uma inclinação de 13.99839º.
Este asteroide foi descoberto no dia 24 de julho de 2000 por LINEAR em Socorro.